# Тёрстон, Уильям Пол
Уильям Пол Тёрстон (англ. William Paul Thurston; 30 октября 1946, Вашингтон — 21 августа 2012, Рочестер) — американский математик, один из пионеров маломерной топологии, лауреат премии Филдса (1982).

## Биография
Родился в семье инженера-физика Лабораторий Белла и швеи. В 1967 году окончил Нью-колледж во Флориде, в дипломной работе представил интуиционистские основания топологии. По окончании колледжа поступил в Университет Калифорнии в Беркли; будучи студентом участвовал в демонстрациях против Вьетнамской войны. В 1972 году под руководством Морриса Хирша защитил докторскую диссертацию на тему «Слоения 3-многообразий, являющиеся расслоениями на окружности».
После защиты провёл год в Институте высших исследований в Принстоне, после чего приглашён в Массачусетский технологический институт на должность доцента. В 1974 году получил должность профессора в Принстонском университете, где во второй половине 1970-х — начале 1980-х годов получил основные результаты в маломерной топологии.
В 1982 году стал лауреатом Филдсовской премии, в номинации отмечался революционный вклад в двумерную и трёхмерную топологию, показавший новые взаимосвязи между анализом, топологией и геометрией, а также демонстрацию того, что большой класс 3-многообразий обладает гиперболической структурой.
В 1992 году вернулся в Беркли, заняв должность директора местного Институт математических исследований. В период 1996—2003 годов был профессором в Калифорнийском университете в Дейвисе. С 2003 года — профессор математики и информатики в Корнеллском университете.
В 2011 году перенёс операцию по удалению меланомы, лишившись правого глаза, однако продолжал работу, активно участвовал в конференциях. Скончался в 2012 году в результате последствий ракового заболевания.
Первая жена — сокурсница по Нью-колледжу Рейчел Финдли, в браке с ней воспитали трёх детей. В середине 1990-х годов женился на Джулиан Тёрстон, в браке с ней родилось двое детей.

## Вклад в математику
Ранние труды начала 1970-х годов в основном посвящены теории слоений, наиболее значительные результаты:
- доказательство, что любая структура Хефлигера[англ.] на многообразии может быть проинтегрирована к слоению;
- доказательство (совместное с Джоном Мазером) того, что когомологии группы гомеоморфизмов многообразия не зависят от того, наделена ли группа дискретной или компактно-открытой топологией.

В трудах конца 1970-х годов выявил, что гиперболическая геометрия играет гораздо более важную роль в общей теории 3-многообразий, чем считалось ранее. До Тёрстона было только лишь несколько известных примеров гиперболических 3-многообразий конечного объёма, например, пространство Зейферта — Вебера. Но уже к середине 1970-х годов в работах Роберта Райли и Троэльса Йоргенсена выявлено, что эти примеры были не столь атипичными, в частности, доказано, что дополнение узла «восьмерка» гиперболично (это был первый пример гиперболического узла). Основываясь на результатах Райли и Йоргенсена, Тёрстон изучил структуру дополнения «восьмёрки», и получил ряд результатов, показывающих обширность и значимость классов гиперболических 3-многообразий, в частности, доказал теорему о гиперболической хирургии Дена, обеспечивающую возможность конструировать на основе некоторого класса известных 3-многообразий новые гиперболические 3-многообразия. Развивая полученные результаты, доказал  теорему гиперболизации, утверждающую гиперболичность замкнутых аторических многообразий Хакена. 
Гипотеза Тёрстона — выдвинутое учёным в 1982 году предположение о возможности обобщить теорему гиперболизации на обширный класс 3-многообразий: согласно ей, замкнутое ориентируемое трёхмерное многообразие, в котором любая вложенная сфера ограничивает шар, разрезается несжимающимися торами на куски, на которых можно задать одну из стандартных геометрий. Фактически, утверждение является аналогом теоремы униформизации для поверхностей на трёхмерные многообразия. Из этого утверждения следует много важных результатов, в частности, гипотеза Пуанкаре и более частная гипотеза эллиптизации Тёрстона.
В 2003 году Перельману удалось доказать гипотезу Тёрстона, проведя тем самым полную классификацию компактных трёхмерных многообразий, и, в частности, доказать гипотезу Пуанкаре. Тёрстон отмечал, что предложенное Перельманом решение полностью соответствует его видению (несмотря на то, что техника Перельмана существенно отличалась от инструментария, применяемого Тёрстоном).

## Работы на русском языке
- Тёрстон У. Трёхмерная геометрия и топология. — М.: МЦНМО, 2001. — 312 с. — ISBN 5-94057-013-5.
- Тёрстон У., Уикс Д. Математика трёхмерных многообразий // В мире науки. — 1984. — № 9. — С. 74—88.